# 宋恩厚
宋恩厚（1936年8月—），笔名石展，男，辽宁营口人，中国版画家，曾任中国美术家协会理事，武汉美术馆馆长。